# Хирсова
Хирсова (рум. Hârsova) — село у повіті Васлуй в Румунії. Входить до складу комуни Делешть.
Село розташоване на відстані 272 км на північний схід від Бухареста, 14 км на захід від Васлуя, 54 км на південь від Ясс, 143 км на північ від Галаца.

## Населення
За даними перепису населення 2002 року у селі проживали 615 осіб, усі — румуни. Усі жителі села рідною мовою назвали румунську.